# Capolondugu
Capolondugu é uma comuna rural do sul do Mali da circunscrição de Sicasso e região de Sicasso. Segundo censo de 1998, havia 11 596 residentes, enquanto segundo o de 2009, havia 12 605. A comuna inclui a cidade de Curala e 18 vilas.

## História
Em 1856, o fama Daulá Traoré (r. 1845–1860) conduziu uma expedição contra os senhores de Capolondugu. Ele destrói as aldeias de Capolondugu e Doromosso, mata os idosos, vende as mulheres e crianças como escravos e alista os jovens. Com medo de represálias, representantes de todas as tribos vizinhas aparecem diante dele em submissão. Ao conseguir fácil vitória, retorna com seus homens para Bugula, onde celebra.
Em 1877-1878, é novamente menciona. Nessa ocasião é dito que ela e sua vizinha Niengueledugu sempre foram hostis a Tiebá Traoré (r. 1866–1893), que nunca conseguiu subjugá-las. Em 1894, os soldados de Babemba Traoré (r. 1893–1898) invadiram e saquearam as vilas em Zeguedugu e Capolondugu.